# Enklitika
Enklitike (grč. egklitikós: koji se naslanja od égklisis: naslanjanje), zanaglasnice ili naslonjenice riječi su koje nemaju svoga naglaska te se naslanjaju na riječ prije sebe tvoreći tako naglasnu cjelinu.

## Enklitike u hrvatskom
Enklitike hrvatskog standardnog jezika jesu:
- nenaglašeni oblici prezenta glagola biti – sam, si, je, smo, ste, su
- nenaglašeni oblici prezenta glagola htjeti – ću, ćeš, će, ćemo, ćete, će
- nenaglašeni oblici aorista glagola biti – bih, bi, bi, bismo, biste, bi
- oblici povratne zamjenice – si, se
- nenaglašene osobne zamjenice u genitivu – me, te, ga, je, nas, vas, ih
- nenaglašene osobne zamjenice u dativu – mi, ti, mu, joj, nam, vam, im
- nenaglašene osobne zamjenice u akuzativu – me, te, ga (nj), je (ju), nas, vas, ih
- vezničko-upitna čestica li

## Raspodjela enklitika

### Wackernagelovo pravilo
Jacob Wackernagel bio je njemački indoeuropeist i proučavatelj sanskrta. U lingvistici je, osim po staroindijskoj gramatici, poznat po zakonu iz 1892. da nenaglašene riječi teže drugome mjestu u indoeuropskim rečenicama, odnosno nakon prve toničke cjeline. Ono se njemu u čast naziva Wackernagelovo pravilo.
U brojnim se jezicima to pravilo izgubilo, ali je u slavenskoj porodici ono većinom očuvano te se može dosljedno provoditi i u hrvatskom jeziku. Dakle, enklitike koje nemaju vlastiti naglasak tvore naglasnu cjelinu s prethodnom riječju.

### Primjeri
U pogrešnoj je porabi očito da se enklitika nema na što nasloniti jer riječi prekrasno i sunce već tvore semantičko-intonacijsku cjelinu.
- Prekrasno sunce je sjalo nad mojim prozorom.
- Prekrasno je sunce sjalo nad mojim prozorom.
- Prekrasno sunce sjalo je nad mojim prozorom.

Raspodjela enklitika uglavnom je slobodna, ali postoji jedno strogo ograničenje u standardnom jeziku – ona ne može stajati na početku rečenice – nema se na što nasloniti jer je prva. Danas je takav položaj dopušten samo dvjema enklitikama u dvama slučajevima – je i bi u upitnim rečenicama kad nakon njih slijedi čestica li. Tada one postaju naglašene riječi (s kratkosilaznim naglaskom):
- Da li je došao?
- Je li došao?
- Bi li htio?

Osim u standardu, takva je uporaba uobičajena u dijalektima. One se tada često naslanjaju na sljedeću riječ i postaju proklitikama:
- Si videl?

### Norma
Prema normama hrvatskog standardnog jezika enklitike ne smiju doći:
- nakon nerazdvojivih sintagmi
- nakon zagrada
- nakon zareza
- nakon crtica

U svim tim slučajevima u rečenici dolazi do prirodne stanke te se enklitika nema na što nasloniti.

#### Imena
Pojedina imena, nazivi i sintagme prema određenim normama hrvatskog jezika ne bi se trebala mijenjati, odnosno, ne bi se trebala enklitikom cijepati ta semantičko-sintaktička cjelina. No, s lingvističke strane, takve konstrukcije nemaju nikakvu manu, slijedi se pravilo koje se stoljećima prirodno provodilo, a u govoru dopušta nijansiranje i stanku. Odnosno, rečenica postaje protočnija.
- Ivo Ivić je pisao knjige.
- Ivo Ivić pisao je knjige.
- Ivo je Ivić pisao knjige.

- Filozofski fakultet je donio odluku.
- Filozofski fakultet donio je odluku.
- Filozofski je fakultet donio odluku.

#### Cjeline
Ista pravila vrijede i za semantičke, logičke, naglasne ili ritmičke cjeline:
- Matej, Marko, Ivan i Luka su napisali Evanđelja.
- Matej su, Marko, Ivan i Luka napisali Evanđelja.
- Matej, Marko, Ivan i Luka napisali su Evanđelja.

Enklitika teži položaju ne samo nakon prve riječi nego nakon prve naglasne cjeline u koju će ući: 
- O tom događaju je pisala policija.
- O je tom događaju pisala policija.
- O tom je događaju pisala policija.
- O tom događaju pisala je policija.

Ne može se postaviti enklitika nakon riječi koja je i sama nenaglašena, u ovom slučaju proklitika.

### Zamjena enklitika
Postoji još jedna inačica mijenjanja redoslijeda enklitika u riječima. Naime, nenaglašeni se oblici prezenta mogu zamijeniti njihovim naglašenim oblicima. Primjerice: sam > jesam, si > jesi, je > jest itd. U tom slučaju pretvaraju se enklitike u sinonimne naglašene riječi. No, često takav način zamjene donosi i naglašavanje činjenice:
- Veseli Marko je dobar slikar.
- Veseli je Marko dobar slikar.
- Veseli Marko dobar je slikar.
- Veseli Marko jest dobar slikar.

U jednostavnim rečenicama provođenje pravila donosi i naglašavanje, stoga se ono i ne mora provoditi:
- Iva Ivić je učenica.
- Iva je Ivić učenica.
- Iva Ivić učenica je.
- Članstvo u Matici hrvatskoj dobrovoljno je.

### Interpunkcija
Interpunkcijski znakovi poput zareza, crtica ili zagrada također označuju stanku u rečenici te nakon njih ne može slijediti enklitika:
- Ivo Ivić (1920. – 1990.) je bio pisac.
- Ivo Ivić (1920. – 1990.) bio je pisac.
- Ivo je Ivić (1920. – 1990.) bio pisac.

- Pametni Pero, onaj o kojem ste mnogo čuli, je upisao fakultet.
- Pametni je Pero, onaj o kojem ste mnogo čuli, upisao fakultet.
- Pametni Pero, onaj o kojem ste mnogo čuli, upisao je fakultet.

- Marko - bar se tako priča - je došao u grad.
- Marko je - bar se tako priča - došao u grad.
- Marko - bar se tako priča - došao je u grad.